# Kleazer
Kleazer is een band uit Overijssel die stonerrock speelt. In 2008 wonnen ze de Grote Prijs van Twente. Daarop speelden ze in 2009 op Geuzenpop in Enschede en speelden ze twee keer op het Bevrijdingsfestival Overijssel in Zwolle. In 2010 traden ze op op het festival Eurosonic in Groningen. Eind 2017 hebben ze hun comeback gemaakt, na een pauze van 7 jaar.
Ze hebben drie ep's uitgebracht, waarvan vooral ‘Signals’ de derde ep goede recensies kreeg. Verder staat een nummer van Kleazer op de verzamel-cd Riot On Sunset die in de Verenigde Staten is uitgebracht. Een recensie van de VPRO noemde de band 'een rockend monster'.
De muziek van Kleazer kenmerkt zich door zware herhalende riffs en zanglijnen, binnen melodische nummers. Invloeden zijn Queens of the Stone Age, Kyuss en Fu Manchu.